# Ploské
Ploské es un municipio del distrito de Revúca en la región de Banská Bystrica, Eslovaquia, con una población estimada a final del año 2024 de 75 habitantes.
Se encuentra ubicado al este de la región, en la cuenca hidrográfica del río Sajó —un afluente derecho del río Tisza— y cerca de la frontera con la región de Košice.

## Demografía
| Año        | 1994 | 2004     | 2014     | 2024    |
| ---------- | ---- | -------- | -------- | ------- |
| Población  | 96   | 83       | 72       | 75      |
| Diferencia |      | −13,54 % | −13,25 % | +4,16 % |

| Año        | 2023 | 2024    |
| ---------- | ---- | ------- |
| Población  | 73   | 75      |
| Diferencia |      | +2,73 % |